# Beurteilungspegel
Der Beurteilungspegel Lr ist ein Maß zur Kennzeichnung der auf einen Ort wirkenden Schallimmission während jeder Beurteilungszeit. Um einen Beurteilungspegel zu ermitteln, werden der energetische Mittelungspegel Lpeq des zu beurteilenden Geräusches unter Berücksichtigung von Einwirkdauern verschiedener Geräuschzustände und Zuschläge für besondere Geräuscheigenschaften (Tonhaltigkeit, Impulshaltigkeit, Informationshaltigkeit) zu einem Beurteilungspegel aufsummiert. Messtechnisch ermittelt wird nur der Mittelungspegel, überwiegend unter Verwendung der A-Bewertung. Die Zuschläge werden anhand von in den Regelwerken vorgegebenen Kriterien vergeben. Die Bestimmung der Zuschläge erfolgt vielfach subjektiv.
Der Beurteilungspegel soll eine Bewertung der Belastung von Personen an Arbeitsplätzen und in der Nachbarschaft von Schallquellen wie Gewerbebetrieben, Verkehrswegen, Sportstätten und Flughäfen ermöglichen. Der Beurteilungspegel ist mit den Immissionsrichtwerten der jeweiligen Regelwerke wie der TA Lärm (für genehmigungsbedürftige und nicht genehmigungsbedürftige Anlagen nach Bundes-Immissionsschutzgesetz) zu vergleichen, damit erforderlichenfalls schallmindernde Maßnahmen ergriffen werden.

## Lärm am Arbeitsplatz
Der Beurteilungspegel entspricht dem arbeitsplatzbezogenen Mittelungspegel während einer Arbeitsschicht von üblicherweise 8 Stunden. Hierbei müssen zusätzlich Spitzenbelastungen (Peaks) berücksichtigt werden.
Nach der in Deutschland gültigen Lärm- und Vibrations-Arbeitsschutzverordnung ist ein Beurteilungspegel kleiner 80 dB(A) einzuhalten. Bei höheren Pegeln werden besondere Schutzmaßnahmen zur Geräuschminderung notwendig.

## Verkehrslärm
Beim Straßenlärm, Schienenlärm oder Flugverkehrslärm wird die Pegelangabe aufgeteilt in Tagzeiten (06:00 bis 19:00 Uhr), Abendzeiten (19:00 bis 22:00 Uhr) und Nachtzeiten (22:00 bis 06:00 Uhr). Für diese Zeiträume gelten unterschiedliche Richtwerte, die jeweils wieder immissionsortsabhängig aus dem berechneten Mittelungspegel bestimmt werden.
Die Mittelung erfolgt energetisch, das heißt zur Mittelung werden die Schalldruckwerte herangezogen, nicht die verpegelten Werte; siehe Bel. Wenn also beispielsweise 5 Sekunden ein Pegel von 60 dB verursacht wird und in der übrigen Zeit mit 20 dB relative Ruhe herrscht, so beträgt der Mittelwert rund 35 dB, denn 10 s · 106 + (1 h − 10 s) · 102 = 1 h · 103,459.